# MTV Unplugged (10,000 Maniacs)
MTV Unplugged is een livealbum van de band 10,000 Maniacs uit 1993 dat is opgenomen als onderdeel van de MTV Unplugged-serie. Het is het laatste album van de band met zangeres Natalie Merchant.
Het album werd op 11 oktober 1993 uitgebracht, en kwam in de week van 13 november 1993 binnen op de 13e plek in de Billboard 200. Het nummer Because the night werd als single uitgebracht en bereikte in februari 1994 de 11e plek in de Billboard 100. Because the night was een cover van het gelijknamige nummer van Patti Smith.
Aan de reguliere bandbezetting waren er negen musici toegevoegd, voornamelijk strijkers en houtblazers. Het album bevat 14 nummers, waarvan zes afkomstig van het album Our Time in Eden uit 1992.

## Tracklist
1. These are the days
2. Eat for two
3. Candy everybody wants
4. I'm not the man
5. Don't talk
6. Hey Jack Karouac
7. What's the matter here
8. Gold rush brides
9. Like the weather
10. Trouble me
11. Jesebel
12. Because the night
13. Stockton gala days
14. Noah's dove